# Gamelia occidentalis
Gamelia occidentalis är en fjärilsart som beskrevs av Eugène Louis Bouvier 1936. Gamelia occidentalis ingår i släktet Gamelia och familjen påfågelsspinnare. Inga underarter finns listade i Catalogue of Life.